# Siodełkowa Kopa
Siodełkowa Kopa (słow. Sedielková kopa, niem. Sedilko, węg. Szedilkó) – zwornikowe wzniesienie o wysokości 2065 lub 2067 m n.p.m. w słowackich Tatrach Wysokich. Jest ostatnią kulminacją w grani bocznej odchodzącej na południe od Ostrej. Od masywu Ważeckiej Turni oddzielone jest przełęczą zwaną Siodełkiem.
Siodełkowa Kopa zwana była dawniej Siodełkiem, lecz nazwa ta obecnie nie jest poprawna. Używa jej Witold Henryk Paryski w jednym ze starszych wydań z cyklu przewodników taternickich Tatry Wysokie, jednak w nowszych wydaniach m.in. Wielkiej encyklopedii tatrzańskiej wzniesienie figuruje już jako Siodełkowa Kopa. Nazwa Siodełko była wcześniej błędnie przenoszona z sąsiedniej przełęczy.
Szczyt stanowi zwornik dla dwóch krótkich grani. Pierwsza opada na południowy zachód w kierunku głównej gałęzi Doliny Ważeckiej i zamyka od południa Dolinę Suchą Ważecką, natomiast druga odgałęzia się na południowy wschód w stronę Doliny Furkotnej i zamyka od zachodu jej dolne partie. Między grzbietami rozlega się Złomisko (Zlomisko) – wielki obszar wiatrołomów, którym spływa na południe Siodełkowy Potok.
Oprócz głównego wierzchołka (Wielkiej Siodełkowej Kopy) wyróżnia się jeszcze inne, którymi są:
- Zadnia Siodełkowa Kopa[2] lub Kopa przed Siodełkiem (Kopa pred Sedielkom)[5] w grzbiecie opadającym na Siodełko,
- Pośrednia Siodełkowa Kopa (2061 m) w grzbiecie południowo-zachodnim,
- Skrajna Siodełkowa Kopa (2062 m) w grzbiecie południowo-wschodnim[2].

W zachodniej części Złomiska znajduje się turnia nazywana Babą lub Babą Ważecką (1811 m).
Siodełkowa Kopa jest łatwo dostępna zarówno z Doliny Furkotnej, jak i Suchej Ważeckiej, mimo to nie prowadzą na nią żadne znakowane szlaki turystyczne. Pierwsze wejścia na jej wierzchołek nie są znane, wchodzono na nią od dawna. Zimą na szczycie Siodełkowej Kopy pierwszy był Peter Havas w styczniu 1906 r.